# Форт Кашеу
Форт Кашеу (порт. Forte de Cacheu), або Редут Кашеу — форт розташований поруч із гирлом річки Кашеу, у місті Кашеу однойменного регіону на північному заході Гвінеї-Бісау.

## Історія
Створення укріплення в Кашеу датується у 1588 р. Мануелем Лопесом Кардосо як укріплення з функцією захисту першого торгового поста, заснованого в регіоні. Крім забезпечення військової присутності Португалії, форт став важливим для підтримки торгівлі виготовленими тут тканинами, слоновою кісткою та рабами.
Для заохочення цієї торгівлі у Королівстві була заснована Компанія Кашеу (1675 р), яка 19 травня 1676 р. отримала підтверджені Короною привілеї, а саме: право торгівлі на узбережжі Гвінеї та на архіпелазі Кабо-Верде, а також трафіку рабів для метрополії, заморських областей та Іспанської Америки. Компанія припинила свою діяльність в 1682 році.
Адміністративно регіон був залежним від Кабо-Верде до створення провінції Португальська Гвінея в 1879 році.
Форт зображений на португальській поштовій марці 1946 р. з нагоди «500 років від відкриття Гвінеї», номіналом від 30 сентаво.
Роботи з реставрації старого колоніального форту проводилися з січня по березень 2004 року, ресурсами в розмірі сто тисяч євро. Для того, щоб забезпечити його використання для дозвілля та як культурну зону, окрім промоції туризму, було урбанізовано інтер'єр, де встановлено різноманітне обладнання для дозвілля та замінено статуї португальських мореплавців Жуана Зарку та Нуну Тріштана, перших європейців, що досягали узбережжя Гвінеї в XV столітті. У старих службових будинках встановлено бібліотеку та соціальні кімнати.

## Характеристика

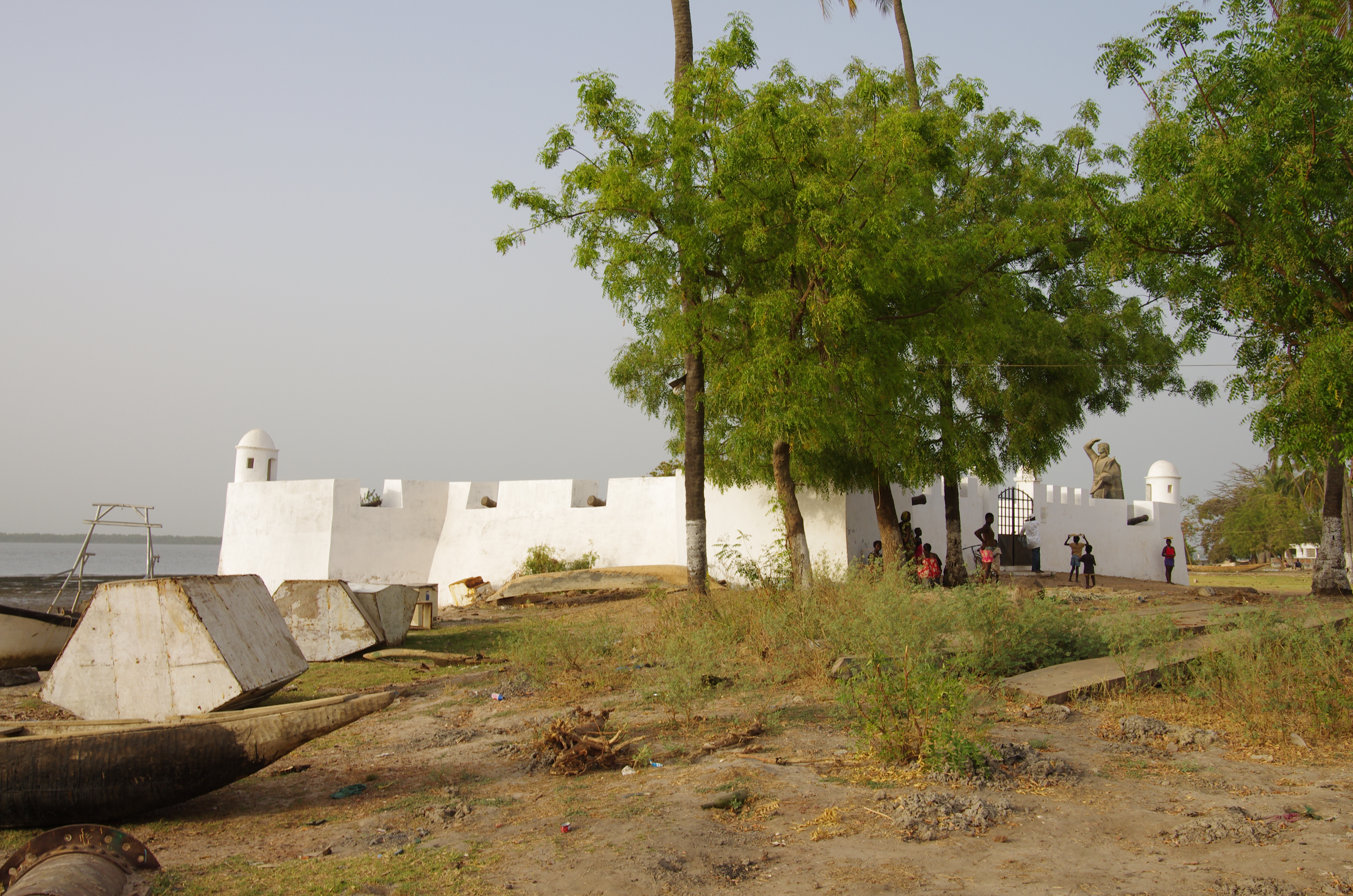
Форт Кашеу

Форт невеликих розмірів, на плані має вигляд прямокутника 26 метрів в довжину та 24 метри в ширину, з невеликими бастіонами по кутах.
Стіни — муровані з каменю, мають близько чотирьох метрів у висоту і один метр — у товщину. Мав шістнадцять гармат.
Ворота Зброї шириною понад півтора метра — єдиний вхід до споруди.